# Tourville-sur-Sienne
Tourville-sur-Sienne és un municipi francès situat al departament de la Manche i a la regió de Normandia. L'any 2007 tenia 702 habitants.

## Demografia

### Població
El 2007 la població de fet de Tourville-sur-Sienne era de 702 persones. Hi havia 318 famílies de les quals 109 eren unipersonals (29 homes vivint sols i 80 dones vivint soles), 117 parelles sense fills, 77 parelles amb fills i 15 famílies monoparentals amb fills.
La població ha evolucionat segons el següent gràfic:
Habitants censats

### Habitatges
El 2007 hi havia 395 habitatges, 323 eren l'habitatge principal de la família, 54 eren segones residències i 19 estaven desocupats. 386 eren cases i 8 eren apartaments. Dels 323 habitatges principals, 250 estaven ocupats pels seus propietaris, 70 estaven llogats i ocupats pels llogaters i 3 estaven cedits a títol gratuït; 5 tenien una cambra, 12 en tenien dues, 46 en tenien tres, 71 en tenien quatre i 190 en tenien cinc o més. 263 habitatges disposaven pel capbaix d'una plaça de pàrquing. A 160 habitatges hi havia un automòbil i a 146 n'hi havia dos o més.

### Piràmide de població
La piràmide de població per edats i sexe el 2009 era:
| Homes | Edats   | Dones |
| ----- | ------- | ----- |
| 0     | 95 o +  | 4     |
| 0     | 90 a 94 | 0     |
| 0     | 85 a 89 | 0     |
| 20    | 80 a 84 | 8     |
| 20    | 75 a 79 | 20    |
| 16    | 70 a 74 | 28    |
| 8     | 65 a 69 | 28    |
| 20    | 60 a 64 | 12    |
| 12    | 55 a 59 | 16    |
| 16    | 50 a 54 | 12    |
| 20    | 45 a 49 | 24    |
| 16    | 40 a 44 | 16    |
| 16    | 35 a 39 | 20    |
| 32    | 30 a 34 | 16    |
| 24    | 25 a 29 | 24    |
| 16    | 20 a 24 | 8     |
| 8     | 15 a 19 | 24    |
| 20    | 10 a 14 | 16    |
| 24    | 5 a 9   | 8     |
| 28    | 0 a 4   | 16    |

## Economia
El 2007 la població en edat de treballar era de 433 persones, 316 eren actives i 117 eren inactives. De les 316 persones actives 293 estaven ocupades (152 homes i 141 dones) i 23 estaven aturades (10 homes i 13 dones). De les 117 persones inactives 66 estaven jubilades, 23 estaven estudiant i 28 estaven classificades com a «altres inactius».

### Ingressos
El 2009 a Tourville-sur-Sienne hi havia 354 unitats fiscals que integraven 781,5 persones, la mediana anual d'ingressos fiscals per persona era de 17.423 €.

### Activitats econòmiques
Dels 23 establiments que hi havia el 2007, 2 eren d'empreses alimentàries, 2 d'empreses de fabricació d'altres productes industrials, 4 d'empreses de construcció, 6 d'empreses de comerç i reparació d'automòbils, 2 d'empreses d'hostatgeria i restauració, 1 d'una empresa d'informació i comunicació, 1 d'una empresa financera, 2 d'empreses de serveis i 3 d'empreses classificades com a «altres activitats de serveis».
Dels 8 establiments de servei als particulars que hi havia el 2009, 1 era un taller de reparació d'automòbils i de material agrícola, 2 paletes, 1 fusteria, 1 lampisteria, 1 perruqueria, 1 restaurant i 1 saló de bellesa.
Dels 3 establiments comercials que hi havia el 2009, 1 era una botiga de menys de 120 m², 1 una fleca i 1 una botiga de mobles.
L'any 2000 a Tourville-sur-Sienne hi havia 28 explotacions agrícoles que ocupaven un total de 500 hectàrees.

## Equipaments sanitaris i escolars
El 2009 hi havia una escola elemental integrada dins d'un grup escolar amb les comunes properes formant una escola dispersa.

## Poblacions més properes
El següent diagrama mostra les poblacions més properes.